# Serena Au Yeong
Serena Au Yeong (* 28. August 2000 in Eindhoven, Niederlande) ist eine singapurisch-österreichische Badmintonspielerin. Mit 16 Jahren wurde sie zur jüngsten österreichischen Badmintonstaatsmeisterin der Geschichte.

## Werdegang
Im Jahr 2000 wurde Au Yeong in dem niederländischen Eindhoven als Tochter von Karin und Pak Kuan Au Yeong geboren. Ihre Mutter ist Österreicherin und ihr Vater Singapurer, der im Nationalteam von Singapur Fußball gespielt hat. Außerdem hat sie zwei Brüder; der ältere Alex Au Yeong ist Fotograf und der jüngere Daniel Au Yeong ist Fußballspieler.
Serena verbrachte ihre Kindheit in Singapur und als sie neun Jahre alt war, zog ihre Familie nach Vorarlberg. Mit acht Jahren hatte sie in der Volksschule Badminton als Schulfach. Nach dem Umzug nach Österreich entdeckte sie ihre Leidenschaft für den Sport im Alter von elf Jahren wieder. Mit 14 Jahren wurde sie in als Mixed- und Doppelspielerin in das Jugendnationalteam aufgenommen. Sie besuchte das Sportgymnasium Dornbirn, welches sie 2020 mit der Matura abschloss. Mit 16 Jahren wurde sie die jüngste Badmintonstaatsmeisterin jemals, bei der Österreichischen Badmintonmeisterschaft 2017 holte sie mit ihrer Partnerin Sabrina Herbst den Staatsmeistertitel im Damendoppel. Des Weiteren hat sie an zahlreichen Europa- und Weltmeisterschaften im Badminton teilgenommen.
Nach der Matura absolvierte sie die 5-wöchige Grundausbildung zur Heeressoldatin um als Heeressportlerin weiterhin eine Karriere als Spitzensportlerin anstreben zu können. Seit 2018 lebt und trainiert sie nahe von Wien.